# زندگی کن و از آن هم بیشتر!
زندگی کن و از آن هم بیشتر! (به انگلیسی: Live and More!) اولین مجموعه ویدئو خانگی از خواننده آمریکایی بریتنی اسپیرز است که در ۲۱ نوامبر ۲۰۰۰ در فالب وی چی اس توسط جایو رکوردز منتشر شد و سپس در ۱۳ فوریه ۲۰۰۱ با تبدیل به دی وی دی مجدداً وارد بازار شد. این ویدئو خانگی شامل قسمت‌هایی از ملاقات برتنی در هاوایی با طرفداران و قسمت‌هایی از تور وی در کشور ایسلند است. در این ویدئو با دوستان و همچنین رقاص‌های بریتنی صحبت می‌شود. همچنین قسمت‌هایی از اجرای زنده ترانهٔ باز هم دسته‌گل به آب دادم پخش می‌شود. این ویدئو مقام چهارم را در جدول آمریکا بدست آورد همچنین صاحب سه مقام پلاتینوم نیز شد.